# Pseudocorticium
Pseudocorticium is een geslacht van sponsdieren uit de klasse van de Homoscleromorpha.

## Soort
- Pseudocorticium jarrei Boury-Esnault, Muricy, Gallissian & Vacelet, 1995